# Waterloopoort

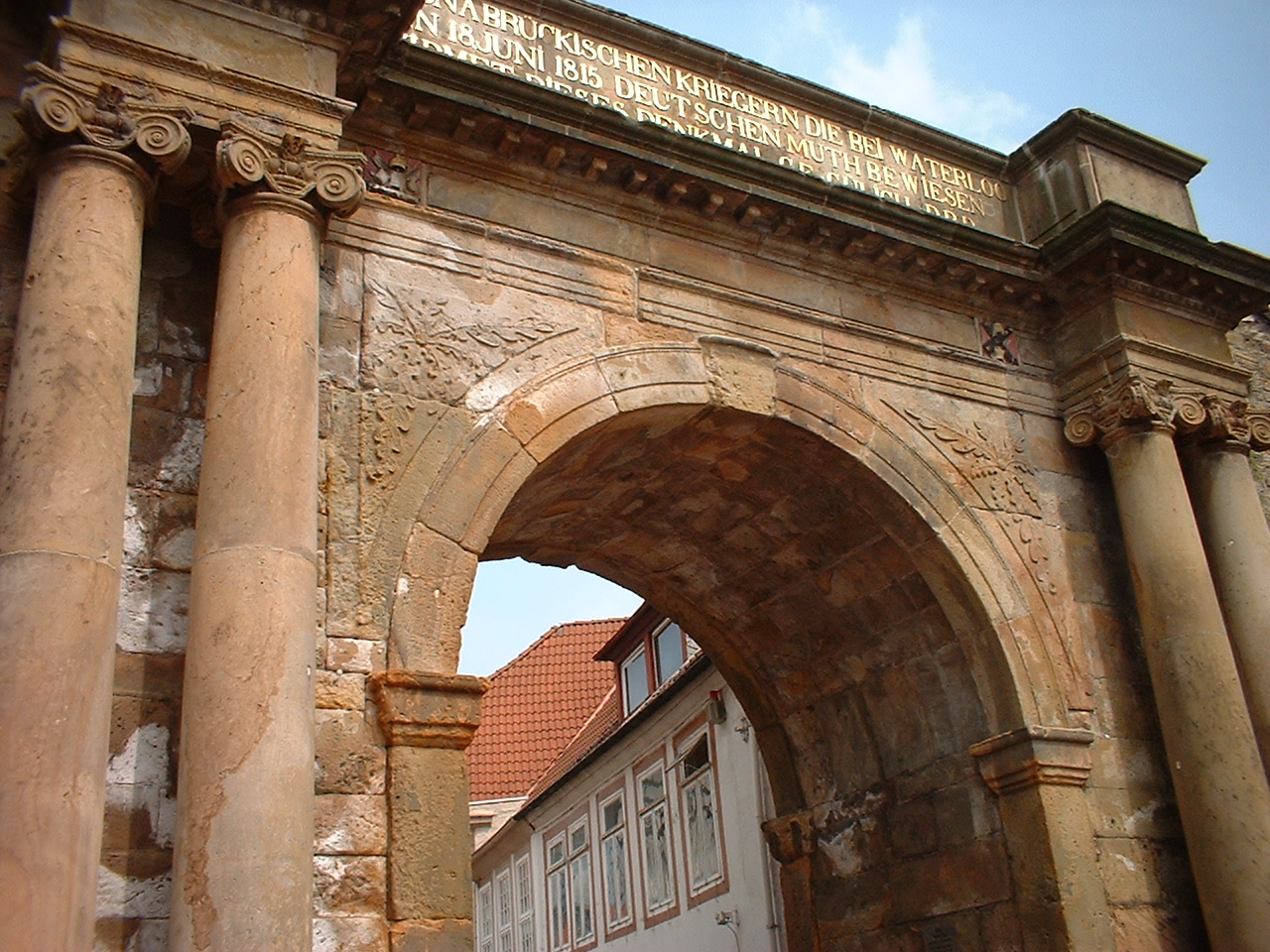
Close-up van de tekst op de triomfboog en de poort zelf

De Waterloopoort (Duits: Waterloo-Tor) (Engels: Waterloo Gate) is een triomfboog en stadspoort die als oorlogsmonument in 1817 gebouwd werd in de Duitse stad Osnabrück, nadat in 1815 de Heger Tor gesloopt was met een deel van de Stadsmuren van Osnabrück. Deze stadspoort bevond zich 20 meter ten westen van de huidige triomfboog. Osnabrück werd gekozen, omdat veel militairen van het King's German Legion uit  deze Hannoveriaanse stad kwamen en de mecenas Gerhard Friedrich von Gülich deze militairen wou herdenken. De poort is in neoclassicistische stijl gebouwd en is geïnspireerd op de Boog van Titus in Rome en de Brandenburger Tor in Berlijn. De poort werd ontworpen door Johann Christian Sieckmann. In de plaatselijke volksmond wordt deze poort Heger Tor genoemd.
Op de poort staat deze tekst geschreven: Den Osnabrückischen Kriegern die bei Waterloo / den 18. Juni 1815 deutschen Muth bewiesen / widmet dieses Denkmal G.F.v.Gülich D.R.D. (Aan de Osnabrücker militairen die bij Waterloo /op 18 juni 1815 Duitse moed toonden/ wijdt G.F.v.Gülich D.R.D. dit monument).